# Hans-Joachim Stuck

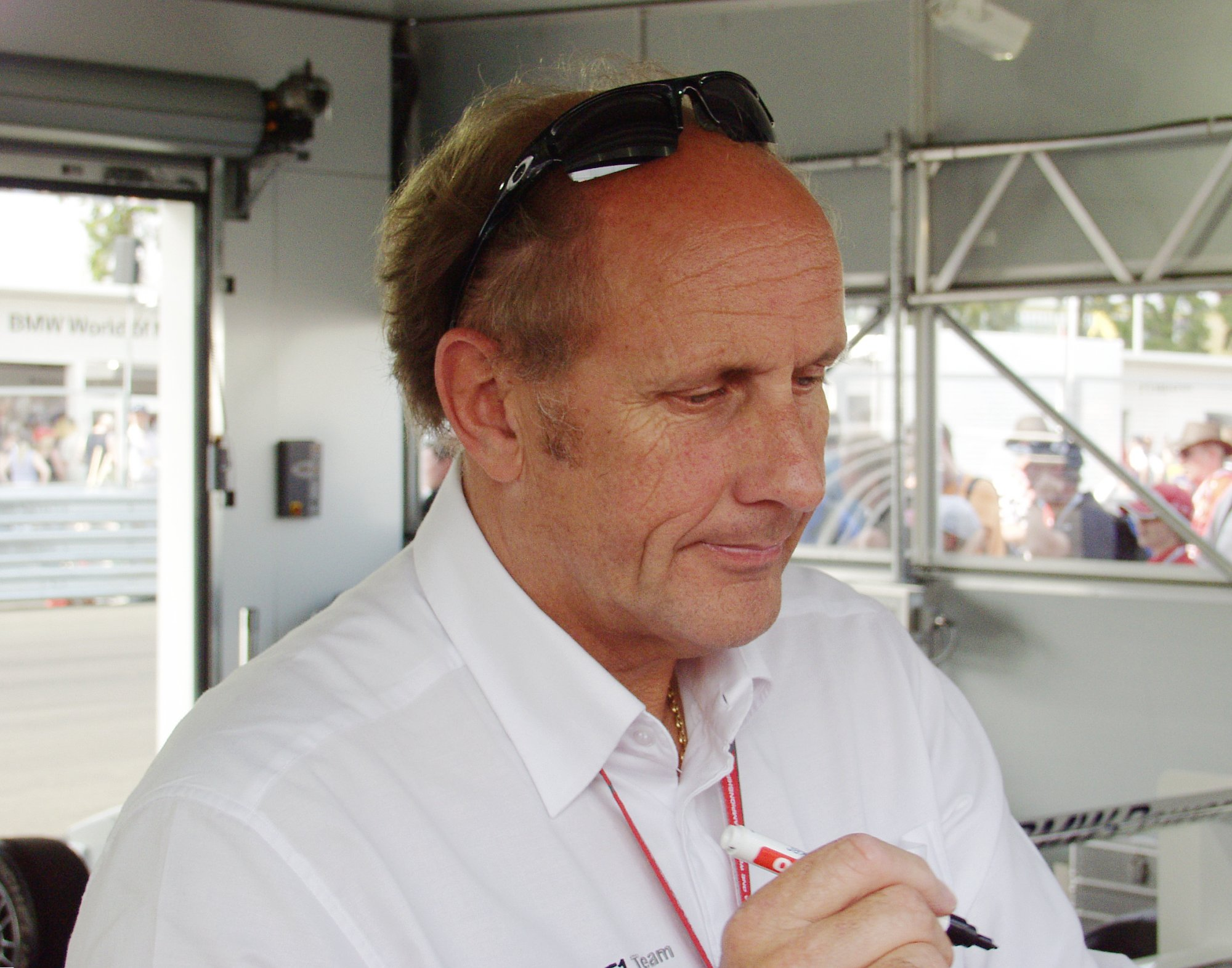
Hans-Joachim Stuck 2006

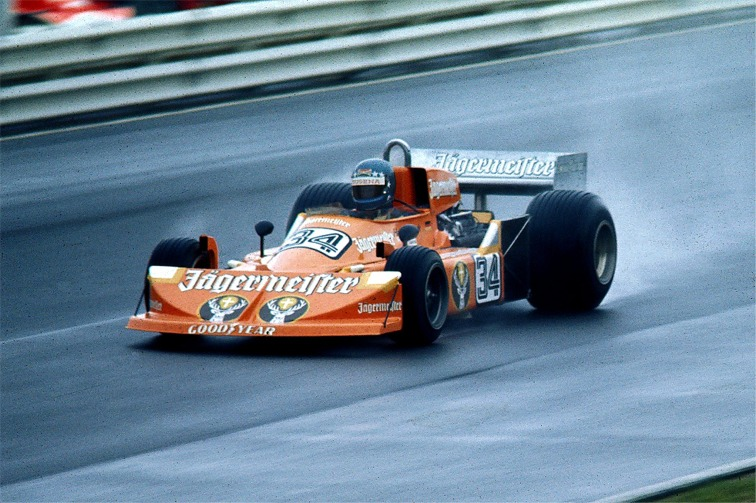
Hans-Joachim Stuck tijdens de Grote Prijs van Duitsland 1976 op de Nürburgring

Hans-Joachim Stuck (Grainau, 1 januari 1951) is een voormalige autocoureur uit Duitsland, die tweemaal op het podium stond in de Formule 1 en tweemaal zegevierde in de 24 uur van Le Mans. Hij is de zoon van Hans Stuck.

## Carrière
Afkomstig uit een race-milieu begon Stuck al vroeg met autosport en op zijn negentiende won hij de 24 uur van de Nürburgring, twee jaar later gevolgd door een zege in de 24 uur van Spa-Francorchamps. In 1974 behaalde Stuck een tweede plaats in het Europese Formule 2-kampioenschap en hij debuteerde datzelfde jaar in de Formule 1 bij March. Na enkele seizoenen bij March werd hij in 1977 de opvolger van de verongelukte Carlos Pace bij Brabham. Hij behaalde met die auto twee derde plaatsen en leek op weg naar de zege in de Grand Prix van de Verenigde Staten op Watkins Glen International, maar hij crashte in de regen.
Nadat Brabham Niki Lauda had aangetrokken, kon Stuck vertrekken en na twee anonieme jaren bij Shadow en ATS trok hij zich eind 1979 terug uit de Formule 1 om zich te richten op Sportscar-races. Voor Porsche werd hij in 1985 Wereldkampioen sportscars en in de twee daaropvolgende jaren won hij de 24 uur van Le Mans. In de jaren negentig was Stuck ook enige seizoenen actief in de DTM, tot zijn zo goed als volledige afscheid in 1995. Hierna reed hij nog slechts af en toe voor BMW en in de Grand Prix Masters.

## Trivia
Hans-Joachim Stuck heeft als bijnaam 'Strietzel', die hij al vanaf zijn doop heeft meegekregen. Hij gebruikt deze bijnaam tot op de dag van vandaag en wordt in de media vaak aangeduid als 'Strietzel Stuck'.